# TLC (樂團)
TLC是美國著名女子音樂组合，1991年创立于亚特兰大，三名成员为缇盎·瓦特金斯，艺名"T-Boz"（“T-总”）、丽莎·洛佩兹，艺名"Left Eye"（“左眼”）、罗藏达·托马斯，艺名"Chilli"（“辣椒”）。从1990年代初起发行過四張唱片，其中包含了《Creep》、《Waterfalls》、《No Scrubs》、《Unpretty》等多首知名歌曲。

## 簡介
原名Second Nature的TLC於1991年成軍，最初她們是被亞特蘭大一名叫Ian Burke的製作人發現，隨即獲得唱片公司LaFace的青睞而簽下，並由名製作人L.A Reid和Babyface為她們量身打造首張專輯《Ooooooohhh... On the TLC Tip》，曲風融合了放克（T-Boz）、饶舌（Left Eye）和节奏蓝调（Chilli）。TLC的首張專輯於1992年初發行後拿下公告牌二百大专辑榜第14名。
1994年底发表第二张专辑《CrazySexyCool》，在這之前成員Left Eye因纵火烧毁前男友的房子而遭逮捕入狱，却一点都没有影响到新专辑的攻势。单曲“Creep”在公告牌流行及R&B榜双双获得冠军，接连的几首单曲“Red Light Special”（亞军）、“Waterfalls”（冠军）及“Digging On You”（第5名）也均有傲人成绩。《CrazySexyCool》不但打进公告牌专辑榜第3名，也获选美国Spin、英国Q及Melody Maker杂志的1995年度最佳专辑，更获得多项大獎例如：葛萊美獎“最佳R&B专辑”、告示牌音樂獎“年度最佳艺人”等3项大奖、MTV音樂錄影帶大獎“年度最佳音乐录影带”等4项大奖。该专辑在全美只花了一年的时间便达到1200万的销量，成為流行音乐史上唯一一张获得RIAA認證鑽石唱片的女子团体专辑。
TLC相隔4年时间的第三張专辑《Fanmail》于1999年初发行，主打超未来的整体概念。從首支单曲“No Scrubs”的曼陀铃和木吉他声、发人省思的“Unpretty”，再到柔情小品的“Dear Lie”，都展现了她們日趋成熟的R&B曲风。《Fanmail》推出后便在公告牌流行和R&B/Hip-Hop专辑榜上双双夺冠，成為TLC在公告牌专辑榜上的第一張冠军专辑。並且再度為她們帶來一座葛萊美獎“最佳R&B专辑”。
而成員Left Eye曾于期間提出离队要求，因为她为《Fanmail》所写的8首歌全部不被录用，令她感到极度不满。而后她于2001年8月以本名Lisa Lopes单飞，推出个人专辑《Supernova》。
TLC原本预计2002年9月推出暌违3年多的力作《3D》，录音工作也已经进行得差不多，未料突然传出了Left Eye车祸身亡的噩耗，乐界闻讯莫不扼腕。专辑最后于2002年11月8日正式发行。

## 唱片
- Ooooooohhh... On the TLC Tip (1992)
- CrazySexyCool (1994)
- FanMail (1999)
- 3D (2002)
- TLC (2017)